# Mayisad (ort)
Mayisad är en ort i Haiti.   Den ligger i departementet Centre, i den centrala delen av landet, 70 km norr om huvudstaden Port-au-Prince. Mayisad ligger 273 meter över havet och antalet invånare är 5 204.
Terrängen runt Mayisad är platt åt nordost, men åt sydväst är den kuperad. Runt Mayisad är det ganska tätbefolkat, med 166 invånare per kvadratkilometer. Närmaste större samhälle är Hinche, 12,6 km öster om Mayisad. Trakten runt Mayisad består till största delen av jordbruksmark.